# 환타 쉐이커
환타 쉐이커는 코카콜라사에서 만든 탄산음료이다. 안에 젤리가 있으며, 캔을 따기 전에 캔을 흔들어 젤리를 작게 하여 먹는다.

## 판매
2009년 6월부터 판매가 시작되어 2011년 단종되었다.
2016년 '환타 젤리소다'라는 이름으로 재판매하였지만 현재는 판매가 종료되었다.

## 같이 보기
- 젤리
- 환타
- 코카콜라